# Braccio Martelli
Braccio Martelli o erroneamente Braccio Martello (Firenze, 1501 – Lecce, 17 agosto 1560) è stato un vescovo cattolico italiano.

## Biografia
Figlio di Pietro Martelli e di Lucrezia, figlia di Guglielmo de' Pazzi e di Bianca de' Medici, fu inoltre zio paterno del condottiero fiorentino Antonio Martelli.
Fu canonico della cattedrale metropolitana di Firenze, poi cameriere segreto di Clemente VII.
Il 20 giugno 1530 fu eletto, a soli 29 anni, vescovo di Fiesole.
Il 22 febbraio 1531 fu nominato nunzio nel Ducato di Savoia con l'incarico di raccogliere fondi per la lotta antiluterana e, dal 3 giugno 1532, anche per quella contro i Turchi. Soggiornò nel Ducato per la durata della missione, ma nel dicembre 1532, a causa delle difficoltà nel reperire tali finanziamenti e l'inefficacia della sua gestione, chiese di essere sollevato dall'incarico, anche se la successione fosse già stata avviata.
Dal 13 dicembre 1545 all'11 marzo 1547 partecipò al Concilio di Trento, di cui è ritenuto uno dei padri.
Il 12 febbraio 1552 fu trasferito alla sede di Lecce, dove si rivelò grande mecenate. Ancora oggi si possono ammirare presso il duomo di Lecce, opere commissionate da lui. Nella città, è ricordato con una via dedicatagli in centro.
Morì a Lecce il 17 agosto 1560, a 59 anni.
È sepolto nella cripta del duomo di Lecce, con gli altri vescovi della città.

## Genealogia episcopale
La genealogia episcopale è:
- Arcivescovo Gabriele Mascioli, O.E.S.A.
- Vescovo Braccio Martelli